# Wanadoo
Cet article concerne l'ancien fournisseur d'accès à internet. Pour tout autre sujet, voir Orange France et Pages jaunes (France).
 (août 2011).
Si vous disposez d'ouvrages ou d'articles de référence ou si vous connaissez des sites web de qualité traitant du thème abordé ici, merci de compléter l'article en donnant les références utiles à sa vérifiabilité et en les liant à la section « Notes et références ».
Wanadoo est une ancienne filiale de France Télécom (aujourd'hui Orange) qui a lancé son activité de  fournisseur d'accès à Internet en 1996 et dont les activités ont été, au plus tard en 2006, soit cédées soit intégrées sous la marque Orange de France Télécom. 
En 2000, date d'introduction en bourse, elle tirait son chiffre d'affaires pour l'essentiel de l'annuaire Pages jaunes. À son apogée, elle était présente dans plusieurs autres pays, dont le Maroc, l'Espagne, le Royaume-Uni et le Liban.

## Origine du nom
Le nom Wanadoo (phonétiquement ouanadou) vient de l'expression argotique américaine « wanna do » pour « want to do », littéralement « vouloir faire ».
En février 1994, France Télécom avait fait son entrée à 5,5 % dans le tour de table d’Havas en échange de l’apport de ses 50 % dans l'Office D’Annonces (ODA), la régie exclusive des Pages blanches, des Pages jaunes, et des services Minitel correspondants édités par France Télécom. Plus tard, l’ODA deviendra Pages Jaunes (2000), sera mise en bourse, puis rebaptisée SoLocal Group (2013). Cette association devait « explorer de nouveaux segments à la frontière des télécoms et de la communication », notamment dans l’édition électronique et les services en ligne. L’ODA comprenait notamment une équipe spécialisée dans les nouveaux usages et les nouvelles interfaces, extrêmement innovante et dotée de capacités avancées de prototypage.
Cette équipe multimédia, menée par Daniel Sainthorant, s’était focalisée sur la création de contenus multimédia pour ordinateur. Ils avaient notamment commencé à prototyper un univers de services de galerie commerciale virtuelle ; Olivier Bon confie alors à Marcel Botton, dirigeant de la société Nomen (spécialisée dans la création de noms de marques), la mission de concevoir un nom pour ce projet. Parmi plusieurs centaines de propositions, quatre noms se distinguent : « Hublot », « Pass'tek », « Zoominfo » et « Wannado ». Olivier Bon suggère alors de déformer l'anglicisme Wannado en supprimant un N et en rajoutant un O final. La syllabe finale sera immédiatement reconnue comme devant être prononcée « ou », à l'instar de Tatoo (réseau de messagerie de France Télécom de 1995 à 2000) ou de Yahoo!. Ce nom décalé de Wanadoo sera finalement retenu.
En parallèle, France Telecom réfléchissait à des noms tels que «FT36» ou «FT Net» ou encore «Mediatel». La réunion des deux équipes permettra à Wanadoo de devenir une marque.

## Historique
En 1994, la « Direction de Programme Mediatel » avait été créée par Jean-Jacques Damlamian, avec la complicité de Gérard Eymery, et confiée à Yves Parfait, un des pionniers des réseaux de fibre optique de France Télécom. Le Minitel était parvenu à maturité, et l’opérateur national réfléchissait dès lors à la suite avec trois grandes options :
- Prendre 20% du capital d’AOL (America Online), l’un des deux géants américains de ce qu’on appelait les « services en ligne », qui rachètera plus tard Time Warner) pour développer et opérer AOL Europe.
- Une « télématique à la française » déployée sur ordinateur avec un modèle de revenus, un modèle d’App Store (le kiosque de services, avec reversements), modèle qui avait déjà fait ses preuves mais était trop limité à la France.
- Utiliser ce fameux « protocole IP » qui n’avait pas été inventé en France, qui était américain donc un peu suspect aux yeux des chercheurs du CNET (le Centre national d’études en télécommunications, laboratoire d’où sont sortis la norme GSM, la compression MPEG, la reconnaissance vocale ou encore la transmission sur fibre optique), mais qui avait l’avantage d’être universel.

En Septembre 1995, le choix de l’option « Internet » est confirmé et marque le début du « projet IAP » (pour Internet Access Provider). L’équipe est une startup, dirigée par Yves Parfait, secondé par Daniel Le Rest, Georges Even, Philippe Dewost puis Bertrand Gouze. Le projet s'appuie sur les équipes du CNET pour l’architecture du réseau (Jean-Marc Steffann), l’IT (Fazal Majid), les aspects multimédia (le CCETT de Rennes, à l’origine de la plupart des normes MPEG), etc. Daniel Le Rest est chargé de la stratégie, Bertrand Gouze de la commercialisation et Philippe Dewost de la définition de l'offre produit.
En parallèle, et depuis 1995, Daniel Sainthorant et son équipe à l'ODA (une vingtaine de personnes dont Dominique Lemaire, Philippe Michel, Luc Pugeat, Thierry Robin, Olivier Bon, …) préfiguraient les fonctions « portail » : annuaire avec « Qui-quoi-où » et « Preciprox », gestion de contacts et gestion de programmes avec « Carnenda »… sous la marque « Wanadoo ».
Fin 1995, France Telecom regroupe le « Projet IAP » et le projet Wanadoo ; l’ensemble sera logé dans une filiale, France Telecom Interactive, filiale à 100% de France Telecom. Les premières recrues sont son Président Roger Courtois (qui a débuté trente ans plus tôt sa carrière d’ingénieur des télécom au Centre national d’études des télécoms (CNET) avant de diriger pendant près de 15 ans plusieurs PME dans le domaine télématique dont Courtoisie, éditeur vidéotex réputé), sa directrice financière Marie-Christine Allais, et Jean Lebrun qui était responsable des annuaires électroniques dans la Division multimédia de France Télécom et avait piloté le basculement des annuaires dont les Pages jaunes sur Internet.
France Telecom s’installe à Malakoff, rue Étienne-Dolet, et migrera quelques mois plus tard à Issy-les-Moulineaux rue Camille-Desmoulins.
L’expertise en production et en édition de services sera apportée par Intelmatique (Patrick Guet, Somphaphone Sackda) et VTCom, qui regorgent de développeurs et d’administrateurs systèmes très talentueux — c’est un des effets de bord méconnus du succès de la télématique en France, les centres serveurs tournent tous sous Unix — : Daniel Mahak, Hervé Binda, Sylvain Causse, Patrice Robert, Benoît Guitard, Nicolas Sayer, Patrice Bouf…
Le design des premiers éléments du service et de ses icônes est confié à EVM Multimedia dirigée par Jean-Louis Fourtanier, et c’est Cécile Adam qui va y donner sa première signature visuelle au service, ainsi que le prénom de « l’abonnée générique » Cécile Bertau. La compétence sera ensuite internalisée dans un « studio » avec Marc Chanel et Arnaud Guedj.
Il faut aussi organiser l’assistance à des utilisateurs parfois déboussolés par les acronymes anglo-saxons, et ne faisant pas toujours la différence entre les ennuis issus de leur matériel, de leurs logiciels, et de Wanadoo ; Vincent Chové va structurer le service clients avec des personnalités comme Bruno Galice, Sylvain Carpentier ou Pierre Jullo.
Un certain nombre d’orientations fondamentales sont prises pendant cette période de lancement : choix technologiques à la base de la « plate-forme Wanadoo », primauté donnée au niveau FTI aux « tuyaux » plutôt qu’aux contenus véhiculés, premiers partenariats (constitution du premier annuaire d'adresses e-mail avec l'américain Four11, regroupement dès 1997 des abonnés Wanadoo et ceux du service MSN en France), premiers tests de l'ADSL.

### La croissance
France Télécom, que Michel Bon rebaptise « la net compagnie », mise sur Internet. Nicolas Dufourcq, devient directeur de la division multimédia (1998-2000), puis directeur exécutif de la branche internet grand public (2000). Il développe Wanadoo jusqu’à sa cotation en bourse et en devient PDG (2000-2002). Wanadoo devient un groupe regroupant les activités d'accès à Internet résidentiel du Groupe France Télécom au sein de Wanadoo Interactive, l'activité annuaire avec Les Pages Zoom dont les Pages Jaunes, le portail et moteur de recherche Voila et des sites éditoriaux ou commerciaux comme GOA, Computer Channel (aujourd'hui disparu), Alapage, les sites EMW (filiale avec le groupe de presse Emap), des services Internet à destination des entreprises (Wanadoo Consulting, Wanadoo Data, CVF), des activités de contenus multimédia (Wanadoo Edition, Wanadoo Audiovisuel).  En juillet 1997, Laurent Souloumiac devient Directeur Marketing des Annuaires et pilote le lancement du portail Voila à partir de l'accord d'exclusivité passé avec la société Echo qui avait développé un moteur de recherche performant. En juillet 1998, le service annuaire sur Internet  Les Pages Zoom a obtenu le LISA Award du meilleur annuaire au monde sur Internet à Boston et le portail Voila.fr a été ouvert au public. Les activités portails sont regroupées dans l’ensemble Wanadoo portails dirigé par Padoue Lair puis Jean-Marc Steffann.
En 2000, la société s'implante en Belgique, Espagne, Pays-Bas. Wanadoo rachète également la société Nordnet ; c’est aussi l’introduction en Bourse.  Voila devient le premier moteur de recherche consulté en France devant Yahoo.fr avant le lancement de Google en version française en septembre 2000. Nicolas Dufourcq est élu manager de l’année. France Télécom est le seul opérateur Internet en Europe à être leader sur la fourniture d’accès avec Wanadoo et sur les services avec Voila. En 2000, le chiffre d'affaires est d'environ 730 millions d'euros, dont environ 85 % réalisés avec le service d'annuaire Pages jaunes. 
En 2001 a lieu le rachat de Freeserve au Royaume-Uni. Début 2001, l'entreprise revendique cinq millions d'abonnés. 
En 2002, Wanadoo rachète le fournisseur d'accès espagnol Eresmas du groupe télécom Auna pour une valeur de 225 millions d'euros. Wanadoo devient alors le deuxième fournisseur internet le plus important de l'Espagne, derrière les filiales du groupe Telefonica et en Europe, après T-Online. En ce moment, Wanadoo comptait avec près de 7,8 millions d'utilisateurs européens actifs.
Wanadoo était présente en Algérie, en Espagne, en Jordanie, au Royaume-Uni, en Tunisie, au Liban, à Madagascar, au Maroc, au Sénégal, en Guinée équatoriale, etc.

### Le regroupement dans la maison mère: Wanadoo devient Orange
À partir de 2003, suivant la stratégie de groupe intégré initiée par Thierry Breton, l'entreprise est sortie de la cote et réintégrée dans la maison-mère sous la direction d'Olivier Sichel, qui remplace Nicolas Dufourcq. C’est la diffusion de la livebox (la première est mise en service en septembre 2004) et des offres triple play avec internet, téléphone et télévision[réf. nécessaire].
En juin 2005, France Télécom annonce la mise en marche de la stratégie « Next » visant à simplifier son portefeuille de marques, avec Orange au centre de ses opérations internationales. Dans le cadre ce programme, le 1er juin 2006 la marque Orange remplace les marques Wanadoo et Equant. En 2007, Orange a proposé un système de migration gratuit pour les utilisateurs d'une adresse e-mail en @wanadoo.fr. Cependant le service mail de Wanadoo fonctionne toujours en parallèle avec celui d'Orange ainsi les adresses e-mail en @wanadoo.fr sont toujours valables encore aujourd'hui en 2025.

### Identité visuelle (logotype)

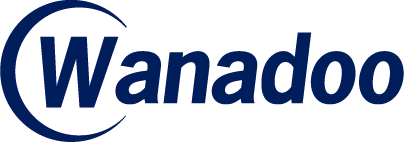
Internet par France Telecom - Premier logo
2e logo de Wanadoo.
Logo transitoire utilisé en 2000-2001.
Logo de Wanadoo de 2002 à 2006.